# Frederik Tingager
Frederik Beyer Tingager, né le 22 février 1993 à Tuse (en) au Danemark, est un footballeur danois qui évolue au poste de défenseur central à l'AGF Aarhus.

## Biographie
Frederik Tingager naît dans le village de Tuse (en) dans la commune de Holbæk au Danemark. Il commence le football dans son village de naissance au Tuse IF (da).
En 2006, il rejoint le Holbæk B&I où il passe trois saisons. Il rejoint ensuite l'académie du Brøndby IF.
Tingager retourne, en 2012, au Holbæk B&I pour jouer avec l'équipe première en troisième division. Il reste quatre ans au club, avec notamment un huitième de finale de Coupe danoise en 2013.